# Museo condominiale di Tor Marancia
Il Museo condominiale di Tor Marancia è un museo d'arte a Roma, situato all'interno del comprensorio abitativo di edilizia residenziale pubblica Lotto 1 dell'ATER del Comune di Roma in zona Tor Marancia.
L'ingresso è libero e gratuito a tutte le ore. La collezione del museo è costituita dai 22 dipinti murali monumentali realizzati da alcuni tra i più rilevanti artisti internazionali selezionati e curati dal curatore Stefano Antonelli.

## Storia
Il museo è stato ideato nel 2013 da Stefano Antonelli con la consulenza di Gianluca Marziani e realizzato tra il 2014 e il 2015 dall'associazione 999Contemporary attraverso il progetto di museoformazione urbana Big City Life. L'opera è stata finanziata da 999Contemporary (55%), Fondazione Roma (25%) e Roma Capitale (20%) attraverso il bando pubblico Roma Creativa . Il progetto è esito di un protocollo di intesa tra 999Contemporary e ATER del Comune di Roma, patrocinato da Municipio Roma VIII, e realizzato in collaborazione con ATAC, Sikkens e l'agenzia di comunicazione Pescerosso. Per la sua realizzazione sono state impiegati 70 giorni di lavoro, 765 litri di vernice e 974 bombolette spray. È stato inaugurato ufficialmente il 9 marzo 2015. Nel 2016 il progetto museale ha rappresentato l'Italia all’interno del Padiglione Italia alla 15° Mostra Internazionale di Architettura della Biennale di Venezia che aveva per tema "Taking Care - Progettare per il bene comune".
Il Museo Condominiale di Tor Marancia è riconosciuto dall'International Council of Museums, come istituzione museale nr. M124582, è gestito dall'associazione Museo Condominiale di Tor Marancia presieduta da Stefano Antonelli, è diretto da Gianluca Marziani.
Nel 2020 un gruppo di residenti facente capo al clan famigliare Tagliavini, il cui esponente Emiliano Tagliavini viene arrestato nel 2019 per sequestro di persona e usura, ha inscenato una protesta allo scopo di gestire il Museo, accusando il curatore Stefano Antonelli di non meglio precisate speculazioni economiche .

## Opere
La collezione è composta da 22 murali realizzati da numerosi artisti italiani e internazionali:
- Alberonero, A Carlo Alberto, 93 colori, 2015, acrilici su muro, 10×14,5 metri. Il murale rappresenta una cascata di quadrati variopinti;[9]
- Best Ever, Piramide, 2015, acrilici e spray su muro, 10×14,5 metri. Il murale raffigura due entità astratte con volti iperrealistici che si compenetrano rappresentano l'amore;[10]
- Caratoes, Welcome to Shangay[11], 2015, acrilici e spray su muro, 5×5,3 metri. Il murale, richiamo al soprannome del quartiere[12], rappresenta una maschera tradizionale dell'opera cinese che tiene in mano una lupa capitolina sotto forma di origami, rappresentando un incontro tra antichità e modernità oltre che tra Occidente e Oriente del mondo;[9]
- Clemens Behr, Senza titolo, 2015, acrilici e spray su muro, 10×14,5 metri. Il murale rappresenta un puzzle di colori che destrutturando la facciata del palazzo si intersecano tra loro in maniera regolare e armoniosa;
- Danilo Bucchi, Assolo, 2015, acrilici su muro, 10×14,5 metri. Il murale raffigura un volto semplice che esprime la complessità della natura umana;[9]
- Diamond, Hic sunt adamantes, 2015, acrilici su muro, 10×14,5 metri. Il murale, in stile art nouveau, raffigura una donna addormentata con un diamante in mano circondata da un drago, riferimento alla cultura cinese;[12][9]
- Domenico Romeo, Alme sol invictus, 2015, acrilici e spray su muro, 10×14,5 metri. Il murale rappresenta il Sol Invictus della religione pagana romana come simbolo di speranza e coraggio per il futuro;[9]
- Gaia, Spettacolo, Rinnovamento, Maturità, 2015, acrilici e spray su muro, 10×14,5 metri. Il murale, vagamente ispirato dallo stile del pittore italiano Giorgio de Chirico, raffigura un'arancia (richiamo al nome del quartiere), un busto marmoreo (ispirato dalle statue dello stadio dei Marmi, raffiguranti gli sventramenti urbanistici durante il ventennio fascista) attraversato in verticale da un pesce (richiamo ai frequenti allagamenti del quartiere) e la palazzina su cui è raffigurato in un cielo azzurro con lieve annuvolamento. Il titolo è stato ricavato dalle prime tre risposte di alcuni residenti del comprensorio chiamati a definire l'opera;[9]
- Guido van Helten, Io sarò, 2015, spray su muro, 10×14,5 metri. Il murale rappresenta il ritratto di una ragazza anonima, che rappresenta la storia degli abitanti della spina di Borgo, trasferiti nella borgata di Tor Marancia nell'ambito degli sventramenti per la realizzazione di via della Conciliazione;[13]
- Jaz, Il peso della storia, 2014, acrilici e spray su muro, 10×14,5 metri. Il murale raffigura un lottatore argentino che tiene sulle spalle un altro lottatore italiano, simboleggiando il profondo legame tra Argentina (paese d'origine dell'artista) e Italia;[9]
- Jerico, Distanza Uomo-Natura, 2015, acrilici su muro, 10×14,5 metri. Il murale, in uno stile che richiama l'ukiyo-e giapponese, rappresenta due dita umane, separate da un ramo in fiore, che cercano di sfiorarsi con un chiaro richiamo alla Creazione di Adamo di Michelangelo Buonarroti. L'opera sottolinea "l'eterna distanza tra uomo e natura";[9]
- Lek & Sowat, Veni, Vidi, Vinci, 2015, acrilici e spray su muro, 10×14,5 metri. Il murale riprende la storica frase citata da Gaio Giulio Cesare dopo la battaglia di Zela pur presentando un voluto errore ortografico, che permette un gioco di parole per richiamare sia la figura di Leonardo da Vinci sia la storia di un inquilino del palazzo, Andrea Vinci, che ha perso la mobilità degli arti inferiori dopo essersi gettato da uno scoglio;[9]
- Moneyless, Il vento, 2015, acrilici su muro, 10×14,5 metri. Il murale è un'opera che "rappresenta la libertà, un paesaggio evolutivo visibile soltanto con la pace nel cuore, altrimenti è caos", secondo lo stesso artista, che l'ha realizzato nell'arco di un pomeriggio;[14]
- Mr. Klevra, Nostra Signora di Shanghai, 2015, acrilici e spray su muro, 10×14,5 metri. Il murale raffigura una Vergine che abbraccia il Bambino in uno stile che richiama l'iconografia sacra bizantina, rappresentando idealmente la città di Roma che "abbraccia" uno dei suoi figli, ovvero la zona di Tor Marancia;[9]
- Pantonio, Il Ponentino, 2015, acrilici su muro, 10×14,5 metri. Il murale, dedicato al vento che ha cullato l'artista durante la sua realizzazione, rappresenta diverse creature marine di varie dimensioni che si incontrano tra loro;[9]
- Philippe Baudelocque, Humanity Constellation o Elisabetta, 2015, acrilici e bastoni ad olio su muro, 10×14,5 metri. Raffigura una mano di costellazioni su sfondo nero ispirata da un'inquilina del palazzo, Elisabetta Pedriacci, affetta dalla malattia di Alzheimer;[15]
- Reka, Natura morta, 2015, spray su muro, 10×14,5 metri. Il murale, che richiama lo stile del pittore spagnolo Pablo Picasso, rappresenta numerosi forme e oggetti inanimati che vanno a comporre un complesso puzzle di elementi cromatici;[9]
- SatOne, Cascata di parole[16], 2015, acrilici e spray su muro, 10×14,5 metri. Il murale è un'esplosione di colori ispirata da una vivace discussione tra due residenti del palazzo;[9]
- Seth, Il bambino redentore, 2015, acrilici e spray su muro, 10×14,5 metri. Il murale raffigura un bambino di spalle arrampicato su una scaletta colorata da lui stesso che guarda oltre i palazzi. L'opera è stata ispirata dalla vicenda di Luca, un bambino cresciuto nel comprensorio e deceduto durante un incidente mentre giocava a calcio;[9]
- Vhils, Percezione, 2015, acrilici e scultura su muro, 10×14,5 metri. L'installazione raffigura un occhio[17] creato attraverso la distruzione della facciata con scalpello poiché, come affermato dallo stesso artista, "la creazione è un processo che passa per la distruzione. Per scrivere il più bel poema del mondo il bianco del foglio è andato per sempre distrutto".[18]

Il progetto originale prevedeva anche un'altra opera, un'affissione fotografica di carta stampata al plotter realizzata nel 2015 da Matteo Basilé e raffigurante l'artista e attivista cinese Ai Weiwei. Tale installazione, che aveva attirato anche numerose critiche, è decaduta nell'arco di pochi mesi ed è stata sostituita dal murale Io sarò di Guido van Helten.
Ai murali esterni dei palazzi si aggiunge anche l'opera Brad Downey was here, dello statunitense Brad Downey che ha optato per trasferire il valore dell'opera artistica dall'esterno all'interno, lavorando per risolvere i problemi atavici degli inquilini del palazzo.